# Sahyadrimetrus
Genre
Sahyadrimetrus est un genre de scorpions de la famille des Scorpionidae.

## Distribution
Les espèces de ce genre sont endémiques d'Inde.

## Liste des espèces
Selon The Scorpion Files (20/11/2020) :
- Sahyadrimetrus barberi (Pocock, 1900)
- Sahyadrimetrus kanarensis (Pocock, 1900)
- Sahyadrimetrus mathewi Prendini & Loria, 2020
- Sahyadrimetrus rugosus (Couzijn, 1981)
- Sahyadrimetrus scaber (Thorell, 1876)
- Sahyadrimetrus tikaderi Prendini & Loria, 2020

## Publication originale
- Prendini & Loria, 2020 : « Systematic revision of the Asian Forest Scorpions (Heterometrinae simon, 1879), revised suprageneric classification of Scorpionidae Latreille, 1802, and revalidation of Rugodentidae Bastawade et al., 2005. » Bulletin of the American Museum of Natural History, no 442, p. 1-480 (texte intégral).